# Віорел Талапан
Віорел Талапан (25 лютого 1972) — румунський академічний веслувальник.
Олімпійський чемпіон 1992 року в складі розпашної четвірки зі стерновим, срібний призер 1992 року в складі вісімки, учасник 1996, 2000 років.
Чемпіон світу 1993, 1994, 1996 років у складі розпашної четвірки зі стерновим, срібний призер 1993, 1997 років у складі вісімки, бронзовий призер 1994, 1998 років у складі вісімки.